# Stefan Gesenhues

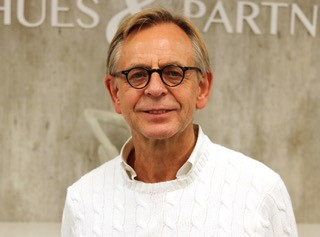
Stefan Gesenhues

Stefan Gesenhues (* 1954 in Ochtrup) ist ein deutscher Facharzt für Innere und Allgemeinmedizin und ehemaliger wissenschaftlicher Hochschullehrer.

## Leben
Nach dem Studium der Humanmedizin an der Universität Münster, der Promotion und der Facharztweiterbildung gründete er 1987 die Gemeinschaftspraxis Gesenhues und Partner in Ochtrup. Neben seiner Tätigkeit in der Arztpraxis war Stefan Gesenhues von 1994 bis 2006 als Lehrbeauftragter Leiter des Lehrgebietes Allgemeinmedizin an der Medizinischen Fakultät der Universität Duisburg-Essen. Im Jahr 2006 erhielt er einen Ruf auf die Professur für Allgemeinmedizin an der Friedrich-Schiller-Universität Jena.  Von 2007 bis 2021 war er als Direktor des Instituts für Allgemeinmedizin an der Universitätsmedizin Essen und der Medizinischen Fakultät der Universität Duisburg-Essen verantwortlich für Lehre, Forschung und Facharztweiterbildung. 2012 war Gesenhues Mitinitiator und Sprecher des Kompetenzverbundes Allgemeinmedizin (Netzwerk aller universitären allgemeinmedizinischen Abteilungen und Institute in Nordrhein-Westfalen).
2017 wurde Gesenhues in den Aufsichtsrat des Bundesliga-Fußballvereins FC Schalke 04 gewählt, dem er bis 2021 angehörte.

## Forschung und Lehre
Stefan Gesenhues setzt sich seit vielen Jahren für die Stärkung der Allgemeinmedizin ein. Dabei sind ihm die Integration allgemeinmedizinischer Inhalte in die medizinische Ausbildung und die Sicherung der hausärztlichen Versorgung auf dem Land besondere Anliegen. Mit seinem Team erhielt er mehrere Lehrpreise der Medizinischen Fakultät, zuletzt 2017 den Lehrpreis der Universität Duisburg-Essen.
Bereits 1993 wurde unter seiner Leitung das erste Netz allgemeinmedizinischer akademischer Lehrpraxen vom Ruhrgebiet bis in das Münsterland errichtet.
Zu seinen Forschungsschwerpunkten zählen Prävention, Versorgungsforschung und Hausarztmedizin. Im Rahmen seiner akademischen Tätigkeit veröffentlichte er wissenschaftliche Publikationen und Fachbücher. Dazu zählt der Bestseller „Praxisleitfaden Allgemeinmedizin“, der inzwischen in 10. Auflage publiziert ist und seit 30 Jahren als zentrales Nachschlagewerk für Medizinstudierende, Facharzt-Weiterbildungsassistenten und Hausärzte gilt.

## Engagement
Von 1994 bis 2020 war Gesenhues gewähltes Mitglied der Studienkommission, des Studienbeirates der Medizinischen Fakultät der Universität Duisburg-Essen und von 2009 bis 2020 Vertreter des Studiendekans in diesem Gremium. Seit 1991 ist er Mitglied der Deutschen Gesellschaft für Allgemeinmedizin und Familienmedizin (DEGAM) und Mitglied der Vereinigung der Hochschullehrer und Lehrbeauftragten für Allgemeinmedizin. Seit 1997 ist er aktives Mitglied des Deutschen Hausärztinnen- und Hausärzteverbandes. Seit 1987 besteht seine Mitgliedschaft beim Deutschen Sportärztebund (DGSP). Von 2004 bis 2007 gehörte er dem Internationalen Beirat des Kompetenznetzes „Vorhofflimmern“ an, das vom Deutschen Zentrum für Herz-Kreislauf-Forschung (DZHK) gefördert wird. 2005 trat er der Gesellschaft für Medizinische Ausbildung (GMA), der deutschen Sektion der Association for Medical Education in Europe (AMEE) bei. 2006 gehörte er zu den Gründungsmitgliedern und ist Mitglied des wissenschaftlichen Beirates der Stiftung Universitätsmedizin Essen.

## Publikationen (Auswahl)
- Gesenhues S., Gesenhues A.: Praxisleitfaden Allgemeinmedizin. Elsevier, 1.–10. Aufl. 1996–2024, ISBN 978-3-437-22457-7[13]
- Weltermann B., Rock T., Brix G., Schegerer A., Berndt P., Gesenhues S.: Patientenkarrieren in der interventionellen Kardiologie: eine longitudinale, retrospektive Studie zu wiederholten Koronarprozeduren und den damit assoziierten Strahlenexpositionen. Der Internist 2014, 55, Supplement 1: 107–108 (P233)
- Weltermann B., Mousa Doost S., Kersting C., Gesenhues S.: Hypertension management in primary care: How effective is a telephone recall for patients with low appointment adherence in a practice setting?. Wiener Klinische Wochenschrift 2014, 126:613–618
- Fenger H., Holznagel I., Neuroth B., Gesenhues S.: Schadensmanagement für Ärzte: Juristische Tipps für den Ernstfall. 2. Aufl., Springer, Berlin, 2013, ISBN 3-540-79153-1[16]
- Weltermann B.M., Driouach-Bleckmann Y., Reinders S., Berndt P., Gesenhues S.: Stroke knowledge among diabetics: a cross-sectional study on the influence of age, gender, education, and migration status. BMC Neurology 2013, 13: 202
- Weltermann B., Nagel E., Gesenhues S.: Hausarzt und Wissenschaftler in einem. Deutsches Ärzteblatt 2012, 24: 1222–1224
- Weltermann B., Hermann M., Gesenhues S.: Check-up mit radiologischen und nuklearmedizinischen Verfahren: Früherkennung um jeden Preis?. Deutsche Medizinische Wochenschrift 2010, 135:813–818
- Dunker-Schmidt C., Breetholt A., Gesenhues S.: Blockpraktikum in der Allgemeinmedizin: 15 Jahre Erfahrung an der Universität Duisburg-Essen. Zeitschrift für Allgemeinmedizin 2009, 85:171–175
- Gesenhues S., Heinkelein K.: Apoplektischer Insult. In: Junge-Hülsing G.: Interne Notfallmedizin, 4. Aufl., Springer-Verlag, Berlin, Heidelberg, New York, London, Paris, Tokyo, 1987: 267–278[3]
- Gesenhues S.: AIDS-Epidemie oder Hysterie?. Zeitschrift für Allgemeinmedizin 1983, 59:1865–1869